# Ардитос
Ардито́с (греч. Αρδηττός) — покрытый зеленью скалистый холм в Греции. Расположен в Афинах на левом берегу Илисоса, к западу от стадиона «Панатинаикос». Высота холма 132,8 метров над уровнем моря (по другим данным — 100 м).
В античной географии холм известен как Ардетт (греч. Ἀρδηττός). Древние Афины располагались близ холма. Получил название по преданию от аттического героя Ардетта (Αρδήττης), который разрешил споры афинян. Здесь ежегодно приносили торжественную присягу определенные по жребию судьи-гелиасты. На вершине холма Герод Аттик около 140 года построил ионический храм Тюхе размерами 38×28 метров со статуей в хрисоэлефантинной технике. Напротив храма Тюхе на вершине холма возвышается 15-метровое сооружение, построенное из камней, скрепленных цементным раствором, в виде скалистого выступа. Найдены руины здания и мраморный алтарь с надписью, упоминающей Герода Аттического. На восточном склоне холма находятся остатки монументальной лестницы, которая вела от стадиона к храму. Первой жрицей Тюхе была Анния Регилла, жена Герода. Перед состязаниями спортсмены приносили дары Тюхе. На восточном стороне холма, в начале XX века были найдены надгробные надписи и могильный памятник римского правителя. Руиной гробницы Герода иногда считается цементное сооружение напротив храма Тюхе. Существует также гипотеза, что Герод был похоронен прямо на Панафинейском стадионе.
Холм относился к древнему дему Агра. У основания Ардитоса располагался древний некрополь, обнаруженный во время ремонта стадиона при подготовке к Летним Олимпийским играм в Афинах 2004 года. В ходе работ были раскопаны 31 могила (III—IV вв. до н. э.).
Впервые храм Тюхе без указания названия изобразил на карте Афин Луи-Франсуа-Себастьян Фовель в 1780 году. В 1821 году Уильям Мартин Лик указал на карте храм Фортуны. В 1841 году храм Тюхе указал на карте Афин Петер Вильгельм Форхгаммер, в 1881 году — Иоганн Август Кауперт, в 1905 году — «бедекер».